# Dardistan

Zu Dardistan gehören die Distrikte Diamir und Astore

Dardistan (Land der Dardu, früher Darada) ist die weitgehend historische Bezeichnung für eine Landschaft im Himalaya, nordwestlichsten Teil des Kaschmir (und damit von Pakistan kontrolliert), die im Norden vom Karakorum (mittlere Passhöhe 5550 m), im Westen von der Gebirgskette, die Tschitral im Norden abschließt (mit Gipfeln bis 5594 m Höhe), im Osten von der Gebirgskette zwischen dem Indus und dem Krischnaganga (Diamer, 8114 m) und im Nordosten von den Landschaften Rongdo und Balti begrenzt wird. Dardistan misst damit sowohl in Nord-Süd-, wie in Ost-West-Richtung rund 100 km. Der Name Dardistan wurde vor allem von Europäern und von den jenseits des Indus angrenzenden Einwohnern des Kaschmir verwendet.
Verwaltungsmäßig ist Dardistan Teil des pakistanischen Sonderterritoriums Gilgit-Baltistan, das bis 2009 Northern Areas genannt wurde, und umfasst zwei Distrikte dieser Verwaltungseinheit:
| Distrikt  | Fläche (km²) | Bevölkerung 1998 | Hauptort |
| --------- | ------------ | ---------------- | -------- |
| Diamir    | 10.936       | 131.925          | Chilas   |
| Astore    | 8.657        | 71.666           | Gorikot  |
| Dardistan | 19.593       | 203.591          | Chilas   |

Das Hochland besteht aus vielen Tälern, deren mittlere Höhe 1500 bis 2000 m beträgt. Von Europäern erforscht wurde zuerst das Tal von Gilgit durch Hayward, der hier 1870 ermordet wurde und durch Leitner, den die Regierung des Pandschab 1864 zu sprachlichen Untersuchungen dahin sandte.
Eine erste Expedition unter Adolf von Schlagintweit scheiterte 1856 an Aufständen in Gilgit. Das Gilgittal ist reich an Wein und Aprikosen; außerdem wird hier Weizen angebaut.
Die Täler zu beiden Seiten des Indus sind nach Klima und angebauten Produkten dem nahen Tschitral ähnlich; die Bergflächen sind dagegen eher unwirtlich. In der Gegend existieren auch seit Jahrhunderten genutzte Goldlagerstätten.
Dardistan ist relativ unzugänglich. Lediglich Gilgit und das obere Industal sind durch ausgebaute Straßen erschlossen. Das ansässige Volk der Dardu bekennt sich zum schiitischen Islam und war in vorislamischer Zeit buddhistisch. Die beiden wichtigsten Stämme sind die Jeschkun und die Schin, die nacheinander in die Gegend vorstießen. Die Jeschkun werden z. T. mit den Yuezhi identifiziert, die von Sinkiang aus im 2. Jh. v. Chr. nach Baktrien eingewandert waren. Die Schin dagegen sind wohl indischen Ursprungs, da bei ihnen die Kuh als heilig verehrt wird.
In der Lebensweise ähneln die Dardu den übrigen Kaschmir-Bewohnern, die Sprache ist aber mit dem Sanskrit verwandt und besteht aus mehreren Dialekten, wobei oft Wörter persischen Ursprungs einbezogen werden; auch die verwendeten Schriftzeichen sind persisch.
Historisch haben sich in den Tälern kleine Chanate gebildet, die meist in Kämpfen mit dem Raja von Kaschmir lagen. Nachdem dieser 1846 Vasall der britischen Krone geworden war, gerieten auch die Hochgebirgstäler von Dardistan unter den Einfluss der Briten, die die Erkundung und Erschließung der Gegend vorantrieben, zumal Kaschmir als strategisch wichtiger Vorposten gegen mögliche russische Einfälle in Indien galt. Nach Entlassung Indiens und Pakistans in die Unabhängigkeit kam es zwischen beiden Staaten zum Krieg um Kaschmir, der 1949 mit der Errichtung der "Line of Control" beendet wurde.